# Fußball-Ostasienmeisterschaft 2008
| Fußball-Ostasienmeisterschaft 2008 2008 East Asian Football Championship |                                                                  |
|                                                                          |                                                                  |
| Anzahl Nationen                                                          | 10 (4 Endrundenteilnehmer)                                       |
| Ostasienmeister                                                          | Südkorea                                                         |
| Austragungsort                                                           | Chongqing, China                                                 |
| Eröffnung                                                                | 17. Februar 2008                                                 |
| Endspiel                                                                 | 23. Februar 2008                                                 |
| Tore                                                                     | 16 (Ø: 2,67 pro Spiel)                                           |
| Torschützenkönige                                                        | Kōji Yamase, Jong Tae-se, Park Chu-young, Yeom Ki-hun, je 2 Tore |

Die dritte Ausgabe der Fußball-Ostasienmeisterschaft, offiziell East Asian Football Championship 2008, wurde vom 17. bis zum 23. Februar 2008 in Chongqing in China ausgetragen. Vier Mannschaften aus dem ostasiatischen Raum haben sich für die Endrunde qualifiziert. Davon waren Südkorea, VR China und Japan bereits gesetzt. Bei der Qualifikation in Macau konnte sich Nordkorea durchsetzen. Ostasienmeister 2008 wurde Südkorea. Erstmals gab es eine Vorqualifikation. 
In der Vorqualifikation spielten die zwei verbandsschlechtesten Teams, um sich für die Qualifikation zu qualifizieren. Die Qualifikationsrunde wurde in einer Gruppenphase und in einer K.-o.-Runde ausgespielt. Der Sieger der Qualifikation nahm an der Endrunde teil. Der Ostasienmeister wurde durch Gruppenspiele ermittelt. 
Der Turniersieger erhielt 500.000 US-Dollar als Siegerprämie. Der Zweite bekam 300.000, der Dritte 200.000 und der Gruppenletzte 150.000 Dollar.

## Austragungsort
Austragungsstätte aller Endturnierspiele war das Olympic Sports Centre in Chongqing in der Volksrepublik China. Es war die erste Ausrichtung der Ostasienmeisterschaft Chinas, womit alle gesetzten Teams die Ostasienmeisterschaft jeweils einmal austrugen. China trug bereits den Dynasty Cup 1990 und 1992 aus.
Austragungsort der Qualifikationsspiele war der Macau Olympic Complex in Macau. Die Spiele der Vorqualifikation fanden im Oleai Sports Complex in Saipan (Nördliche Marianen) und im Guam National Football Stadium in Hagåtña auf Guam statt.

## Turnier

### Vorqualifikation
|                          |   |                    |           |
| 25. März 2007 in Saipan  |   |                    |           |
| Nördliche Marianen       | – | Guam               | 2:3 (0:1) |
| 1. April 2007 in Hagåtña |   |                    |           |
| Guam                     | – | Nördliche Marianen | 9:0 (3:0) |
| Gesamt                   |   |                    |           |
| Nördliche Marianen       | – | Guam               | 2:12      |

Guam qualifizierte sich somit für die Qualifikation des East Asian Football Championship. Die Nördlichen Marianen belegten in der Gesamt-Turnierwertung den 10. Platz.

### Qualifikation

#### Gruppe A
| Pl. | Land      | Sp. | S | U | N | Tore    | Diff. | Punkte |
| --- | --------- | --- | - | - | - | ------- | ----- | ------ |
| 1.  | Nordkorea | 2   | 2 | 0 | 0 | 014:100 | +13   | 06     |
| 2.  | Macau     | 2   | 0 | 1 | 1 | 001:700 | −6    | 01     |
| 3.  | Mongolei  | 2   | 0 | 1 | 1 | 000:700 | −7    | 01     |

|               |   |          |           |
| 17. Juni 2007 |   |          |           |
| Macau         | – | Mongolei | 0:0       |
| 19. Juni 2007 |   |          |           |
| Nordkorea     | – | Mongolei | 7:0 (6:0) |
| 21. Juni 2007 |   |          |           |
| Nordkorea     | – | Macau    | 7:1 (5:0) |

#### Gruppe B
| Pl. | Land                       | Sp. | S | U | N | Tore    | Diff. | Punkte |
| --- | -------------------------- | --- | - | - | - | ------- | ----- | ------ |
| 1.  | Hongkong                   | 2   | 1 | 1 | 0 | 016:200 | +14   | 04     |
| 2.  | Chinesisch Taipeh (Taiwan) | 2   | 1 | 1 | 0 | 011:100 | +10   | 04     |
| 3.  | Guam                       | 2   | 0 | 0 | 2 | 001:250 | −24   | 0      |

|               |   |        |            |
| 17. Juni 2007 |   |        |            |
| Guam          | – | Taiwan | 0:10 (0:5) |
| 19. Juni 2007 |   |        |            |
| Hongkong      | – | Taiwan | 1:1 (0:0)  |
| 21. Juni 2007 |   |        |            |
| Hongkong      | – | Guam   | 15:1 (9:1) |

#### Platzierungsspiele

##### Spiel um Platz 5
|               |   |          |           |
| 23. Juni 2007 |   |          |           |
| Guam          | – | Mongolei | 2:5 (2:3) |

##### Spiel um Platz 3
|               |   |       |           |
| 24. Juni 2007 |   |       |           |
| Taiwan        | – | Macau | 7:2 (2:0) |

##### Qualifikationsfinale
|               |   |          |           |
| 24. Juni 2007 |   |          |           |
| Nordkorea     | – | Hongkong | 1:0 (0:0) |

| Bester Torhüter | Bester Abwehrspieler | Bester Torschütze    | Wertvollster Spieler | Fair-Play-Award |
| --------------- | -------------------- | -------------------- | -------------------- | --------------- |
| Fan Chun Yip    | Nam Song-chol        | Jong Tae-se (8 Tore) | Mun In-guk           | Macau           |

### Endrunde
| Pl. | Land                | Sp. | S | U | N | Tore    | Diff. | Punkte |
| --- | ------------------- | --- | - | - | - | ------- | ----- | ------ |
| 1.  | Südkorea            | 3   | 1 | 2 | 0 | 005:400 | +1    | 05     |
| 2.  | Japan               | 3   | 1 | 2 | 0 | 003:200 | +1    | 05     |
| 3.  | Volksrepublik China | 3   | 1 | 0 | 2 | 005:500 | ±0    | 03     |
| 4.  | Nordkorea           | 3   | 0 | 2 | 1 | 003:500 | −2    | 02     |

|                  |   |           |           |
| 17. Februar 2008 |   |           |           |
| China            | – | Südkorea  | 2:3 (0:1) |
| Japan            | – | Nordkorea | 1:1 (0:1) |
| 20. Februar 2008 |   |           |           |
| China            | – | Japan     | 0:1 (0:1) |
| Südkorea         | – | Nordkorea | 1:1 (1:0) |
| 23. Februar 2008 |   |           |           |
| Japan            | – | Südkorea  | 1:1 (0:1) |
| China            | – | Nordkorea | 3:1 (1:1) |

| Bester Torhüter | Bester Abwehrspieler | Bester Torschütze                                              | Wertvollster Spieler | Fair-Play-Award |
| --------------- | -------------------- | -------------------------------------------------------------- | -------------------- | --------------- |
| Ri Myong-guk    | Yūji Nakazawa        | Kōji Yamase Jong Tae-se Park Chu-young Yeom Ki-hun (je 2 Tore) | Kim Nam-il           | Südkorea        |

## Gesamtwertung
1. Südkorea
2. Japan
3. Volksrepublik China
4. Nordkorea
5. Hongkong
6. Taiwan
7. Macau
8. Mongolei
9. Guam
10. Nördliche Marianen